# Львівський підземний трамвай
Льві́вський підзе́мний трамва́й — радянський інфраструктурний проєкт з будівництва у Львові ліній швидкісного частково підземного трамваю. Роботи розпочали в 1980-х роках, однак невдовзі їх було заморожено через фінансову кризу в Радянському Союзі. У 1990-х роках проєкт еволюціонував в ідею будівництва в місті метрополітену.

## Проєкт
Передумовою будівництва у Львові швидкісного підземного трамваю було те, що наявна на той час трамвайна система в центрі міста не задовольняла потреби пасажирообігу. У 1970-х роках трамвай був провідним видом транспорту у місті. В історичній частині Львова його швидкість була занадто малою (близько 10 км/год) через численні повороти, спуски та підйоми. Відтак найкращим шляхом розв'язання цієї проблеми вбачалося перенесення ліній в центрі під землю, де вагони могли пересуватися швидше. Натомість будівництво нових ліній у мікрорайони на околицях міста мало б вирішити їхні транспортні проблеми.
Вперше ідею спорудження у Львові підземного трамвая було закладено у перспективному генплані розвитку міста у 1966 році. 1972 року київський інститут Діпромісто (Український державний науково-дослідний інститут проектування міст) розробив комплексну транспортну схему Львова, яка, серед інших видів транспорту, передбачала підземний трамвай. Техніко-економічне обґрунтування його будівництва було складене проєктним інститутом Укрдіпрокомунбуд (з 1978 року — УкркомунНДІпроект, Український науково-дослідний і проєктний інститут комунальних споруд міст, Харків). У 1978—1979 роках за завданням цього інституту в Харківметропроекті під керівництвом головного інженера В. С. Гранкіна було розроблено технічний проєкт першої черги підземної ділянки. Відповідальним за проєкт у цілому був В. А. Попов.

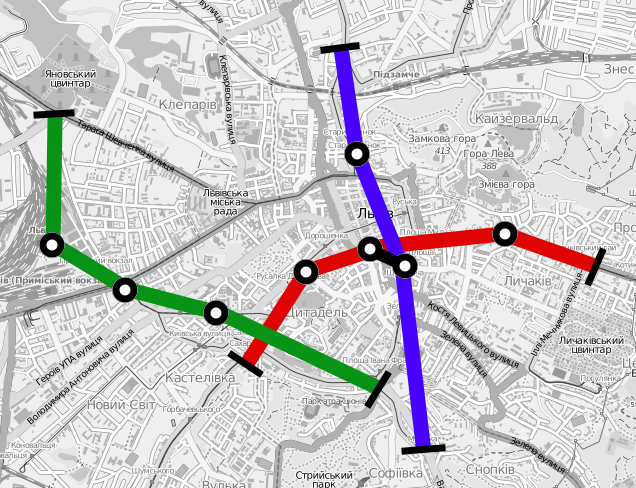
Схема підземних ділянок: синім перший радіус першої черги, червоним другий радіус першої черги, зеленим — друга черга, третій радіус

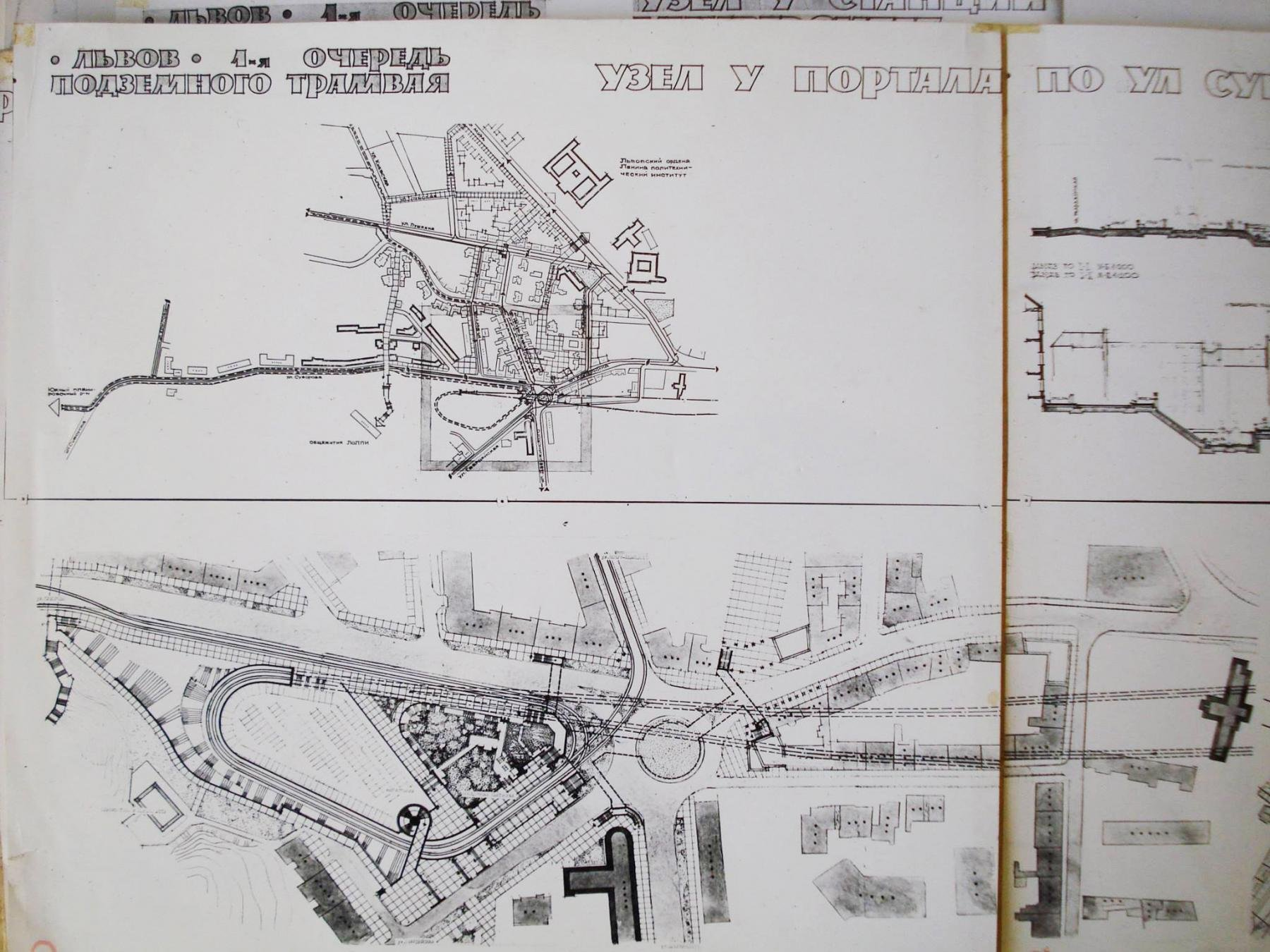
Схема розв'язки біля порталу підземного трамвая на вулиці Сахарова

Перша черга підземного будівництва включала два радіуси загальною протяжністю 5,5 км, які перетиналися у центрі міста. Перший радіус довжиною 3,3 км мав мати північний портал у районі перетину вулиць Замарстинівської (тоді Калініна), Гайдамацької та Богдана Хмельницького, південний — вулиць Снопківської та Івана Франка. Другий радіус довжиною 2,2 км мав східний портал у районі перетину Личаківської (тоді Леніна) і Мечникова, західний — біля перетину Сахарова (тоді Суворова) та Героїв Майдану (тоді Гвардійської). В північний портал мали входити наземні трамвайні лінії з північних районів міста, в південний — з Сихова, в східний — кільцева лінія по Личаківській і Пасічній (тоді Ленінського комсомолу) через Погулянку по Вахнянина (тоді Дундича) і Мечникова, в західний — лінія по Сахарова і Княгині Ольги (тоді Боженка). На першому радіусі передбачалися дві станції: «Старе місто» під площею Старий Ринок та «Площа Возз'єднання» під однойменною площею (тепер Соборна); на другому — три станції: «Університет» біля Головної пошти, «Площа Возз'єднання» та «Винниківський ринок» біля однойменного базару. Розробка архітектурного оформлення станцій була замовлена львівському інституту Діпромісто. Довжина станційних платформ мала не перевищувати 75 метрів. На станціях передбачалася відсутність контрольно-пропускних пунктів, що мало зменшити кількість підсобно-допоміжних пристанційних підземних приміщень. Станція пересадки під площею Соборною мала мати єдиний підземний вестибюль для станцій на двох лініях, які мали перетинатися на різних рівнях. Входи на станції та виходи зі станцій мали розміщуватися в підземних переходах. Передбачалося, що у 1980 році максимальні пасажиропотоки в годину-пік у одному напрямку складуть на першому радіусі 7,9 тис. пасажирів, на другому — 8,6 тисячі.
На перспективу (другу чергу підземного будівництва) було заплановано третій підземний радіус довжиною 9 км. Портали мали розташовуватися у районі перехрестя вулиць Левандівської та Шевченка і на площі Івана Франка. Передбачалися станції «Вокзал» біля Головного залізничного вокзалу, «Площа Кропивницького» в районі однойменної площі і «Політехнічний інститут» біля Головного корпусу Львівської політехніки.
По два тунелі в кожну сторону планувалося прокладати на середній глибині 30 м в сухому ґрунті нижче водоносних пластів за допомогою механічного щита діаметром 5,5 м у габаритах метрополітену. Найглибше місце лінії глибиною більше 35 м мало бути під руслом Полтви в районі вулиць Стрийської та Івана Франка. На заводнених ділянках планувалося чавунне обрамлення тунелів. В старій частині міста фундаменти і дубові палі будинків планувалося укріплювати залізобетонними подушками.
На землі планувалося зведення нового трамвайно-тролейбусного депо на 250 вагонів наприкінці вулиці Княгині Ольги та будівництво кількох нових ліній, в тому числі лінії по Сахарова і Княгині Ольги, лінії на Сихів.

## Будівництво
У 1983 році було розпочато будівництво першої наземної лінії по вулицях Сахарова і Княгині Ольги за стандартами швидкісного трамвая: на виділеному полотні, з огородженнями і шляхопроводами. Її відкрили у 1987 році.
Наприкінці 1980-х років Львівська міська рада створила Дирекцію будівництва підземного трамвая зі штатом 9 працівників на чолі з Рудольфом Павликом. Дирекція була замовником підземних робіт. Генеральним підрядником визначили трест «Львівпромбуд», субпідрядником — «Київметробуд». Геологічна розвідка тунелів була доручена Українському державному науково-дослідному інституту інженерно-технічних та екологічних розвідок.
Підготовчі роботи до будівництва першого тунелю почалися у 1989 році. Було проведено попередні дослідження геології ґрунту та впливу води на стіни тунелів. Вздовж майбутнього тунелю пробурили 17 отворів завглибшки 20-30 м. Вони показували рівень ґрунтових вод, глибину їх залягання та хімічний склад. Дослідження підтвердили високу наводненість ґрунтів, знижувати яку планували методом відкачування. Перша шахта глибиною 30 м і завширшки 5 м, з якої мали б почати рити тунелі, була розташована на задньому дворі Палацу Потоцьких. До її центрального ствола вздовж вулиці Коперника було прокладено трубопровід діаметром 400 мм від компресорної станції, збудованої поруч зі старим трамвайним депо на Сахарова, поблизу планованого західного порталу. Позаду палацу також збудували електричну підстанцію та двоповерхове адміністративно-побутове приміщення для робітників і управління дирекції, де з 1997 року розміщується Музей мистецтва давньої української книги. Для електропостачання підстанції із Шевченківського гаю була протягнула окрема семикілометрова кабельна лінія. Після того, як в шахту було опущено прохідницький комбайн, виникли підозри, що будівництво спричиняє деякі руйнування навколишніх будинків. Зокрема, за словами директора Львівської картинної галереї Бориса Возницького, коли метробудівці досягли глибини 25 м, у Палаці Потоцьких виникла тріщина шириною 30 см, куди можна було пропхати голову. Ремонт із її ліквідації, який проводили в 1990-х роках, обійшовся у 6 мільйонів гривень; тріщини, які виникли під фундаментом будівлі заливали рідким склом.
За словами очільника Дирекції будівництва підземного трамвая Рудольфа Павлика, будівництво зупинилося через фінансову кризу кінця 1980-х років. Вже частково зведені об'єкти було заморожено. За час роботи дирекція встигла розробити проєкт лінії на Сихів та нового депо на Княгині Ольги.

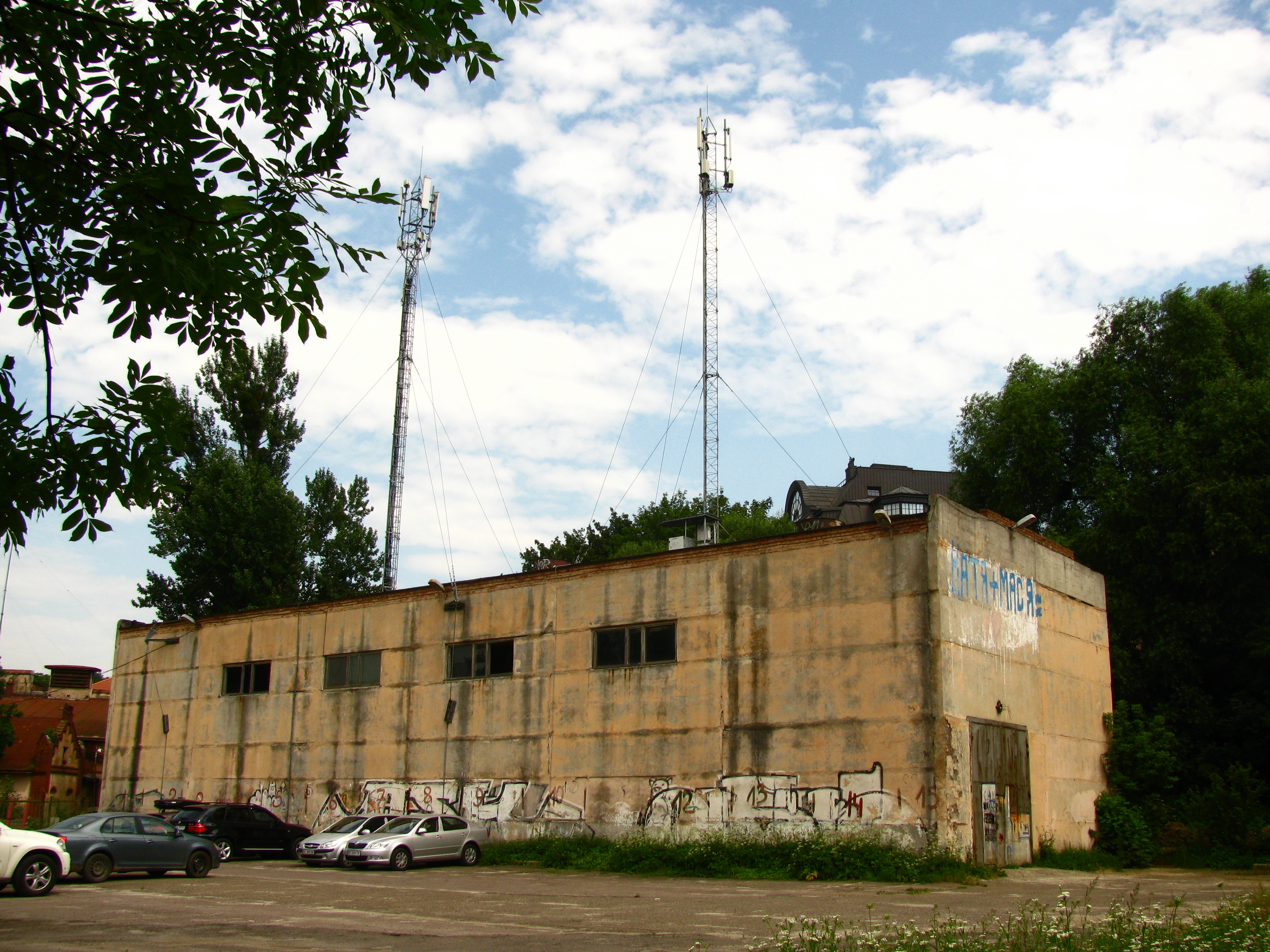
Колишня компресорна станція (2013)
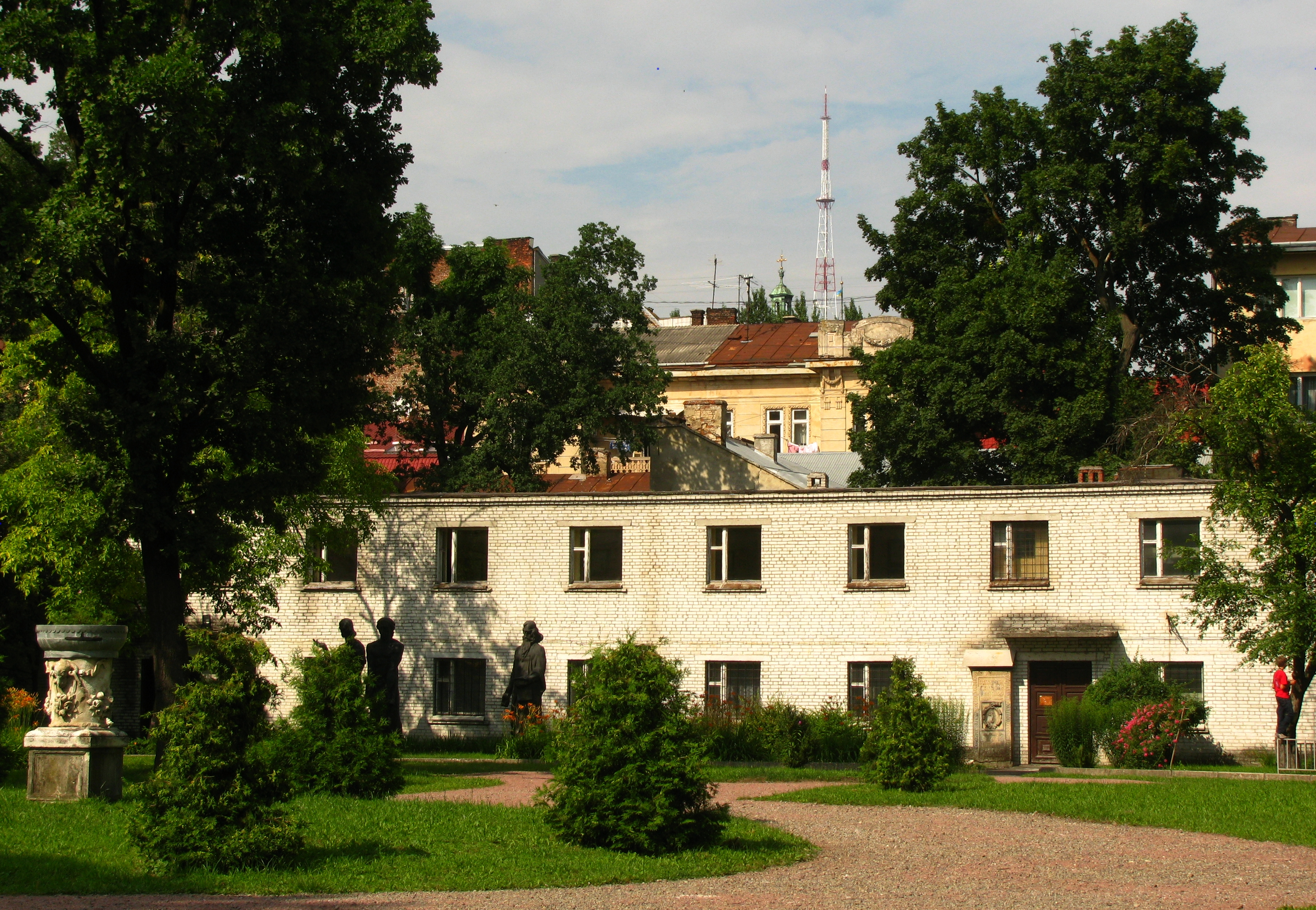
Колишня будівля Дирекції будівництва підземного трамвая у дворі Палацу Потоцьких (2013)
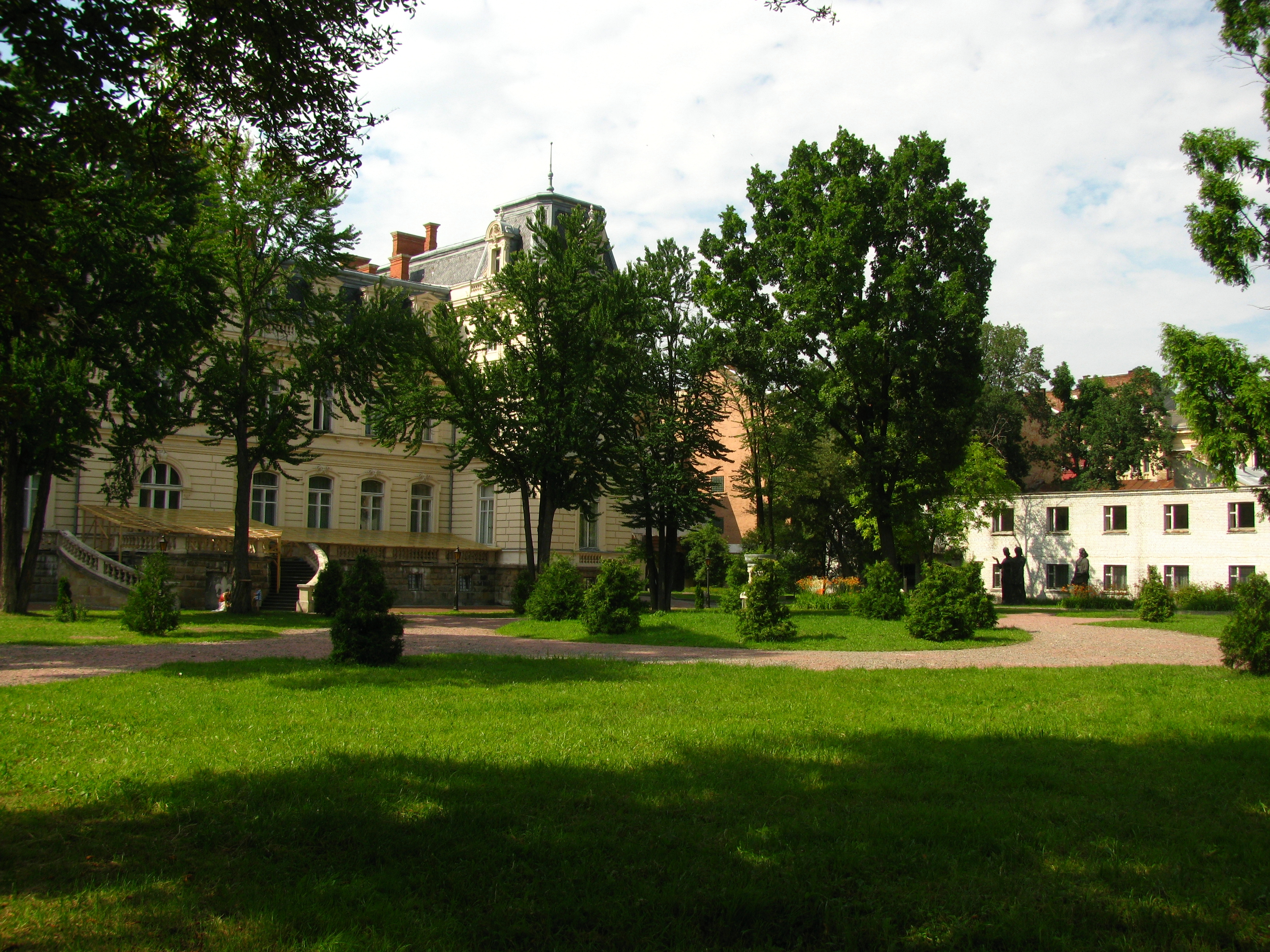
Задній двір Палацу Потоцьких, де розміщувалася перша шахта (2013)
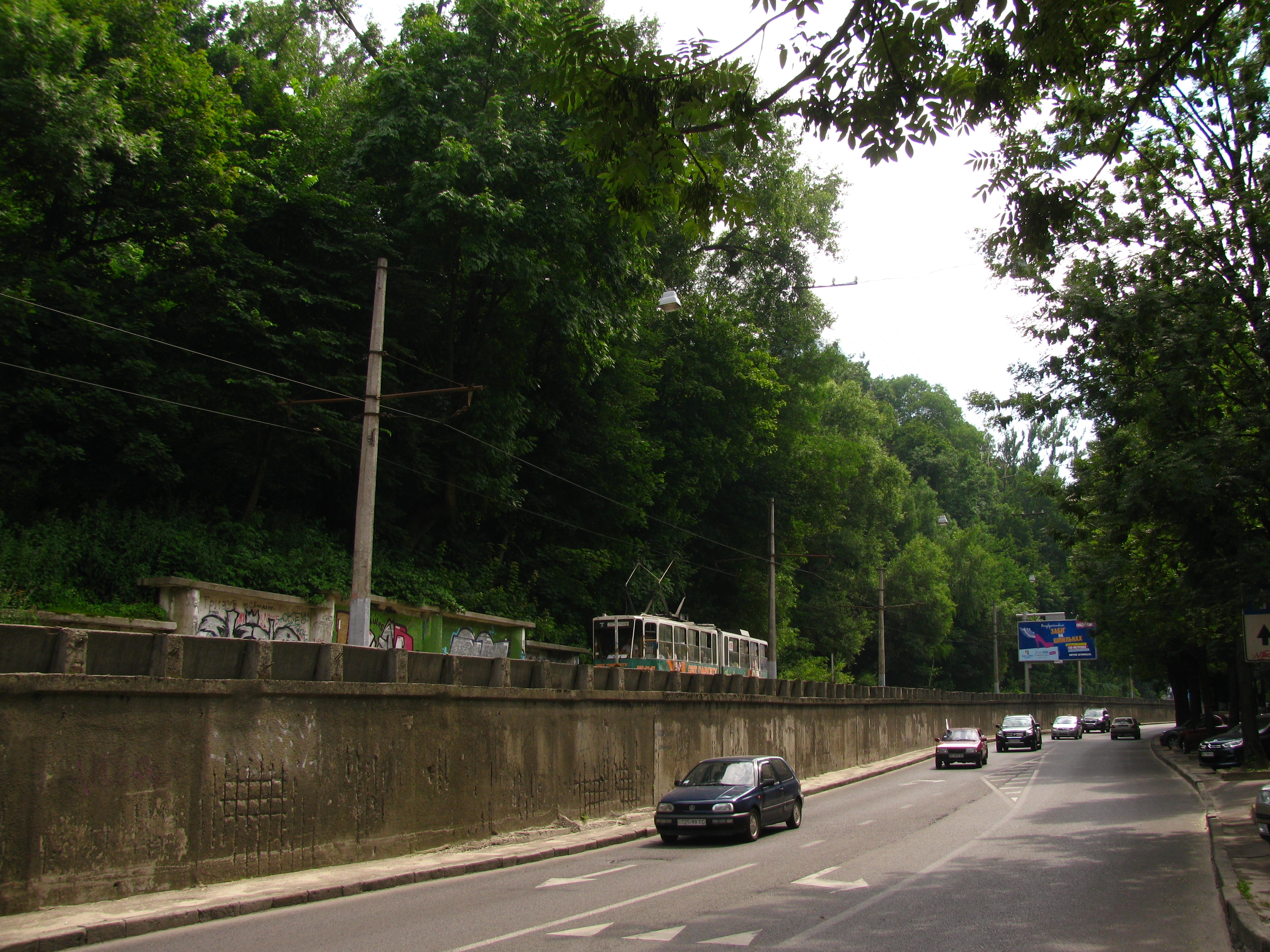
Трамвайна лінія по Сахарова (2013)
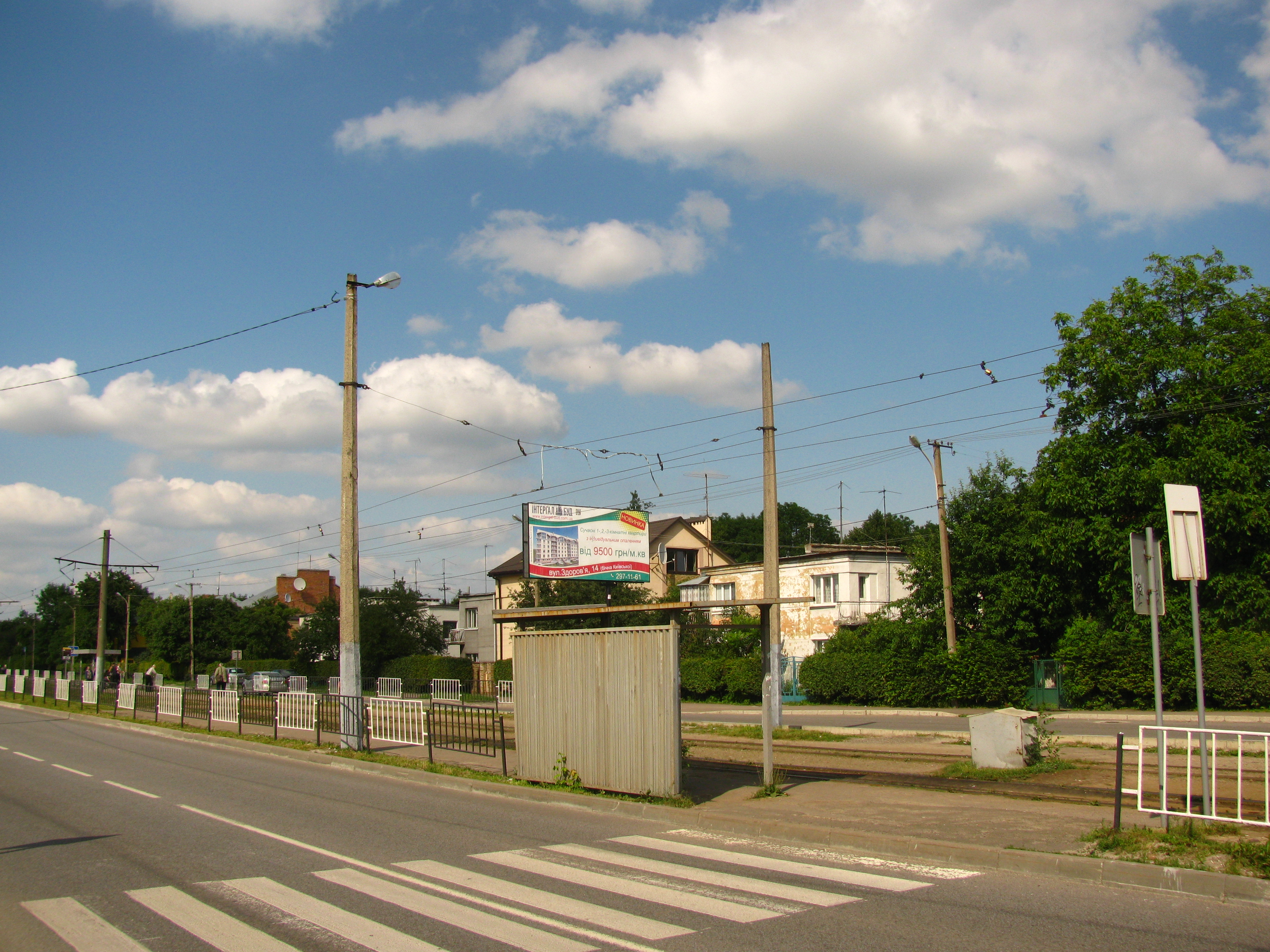
Трамвайна лінія по Княгині Ольги (2013)
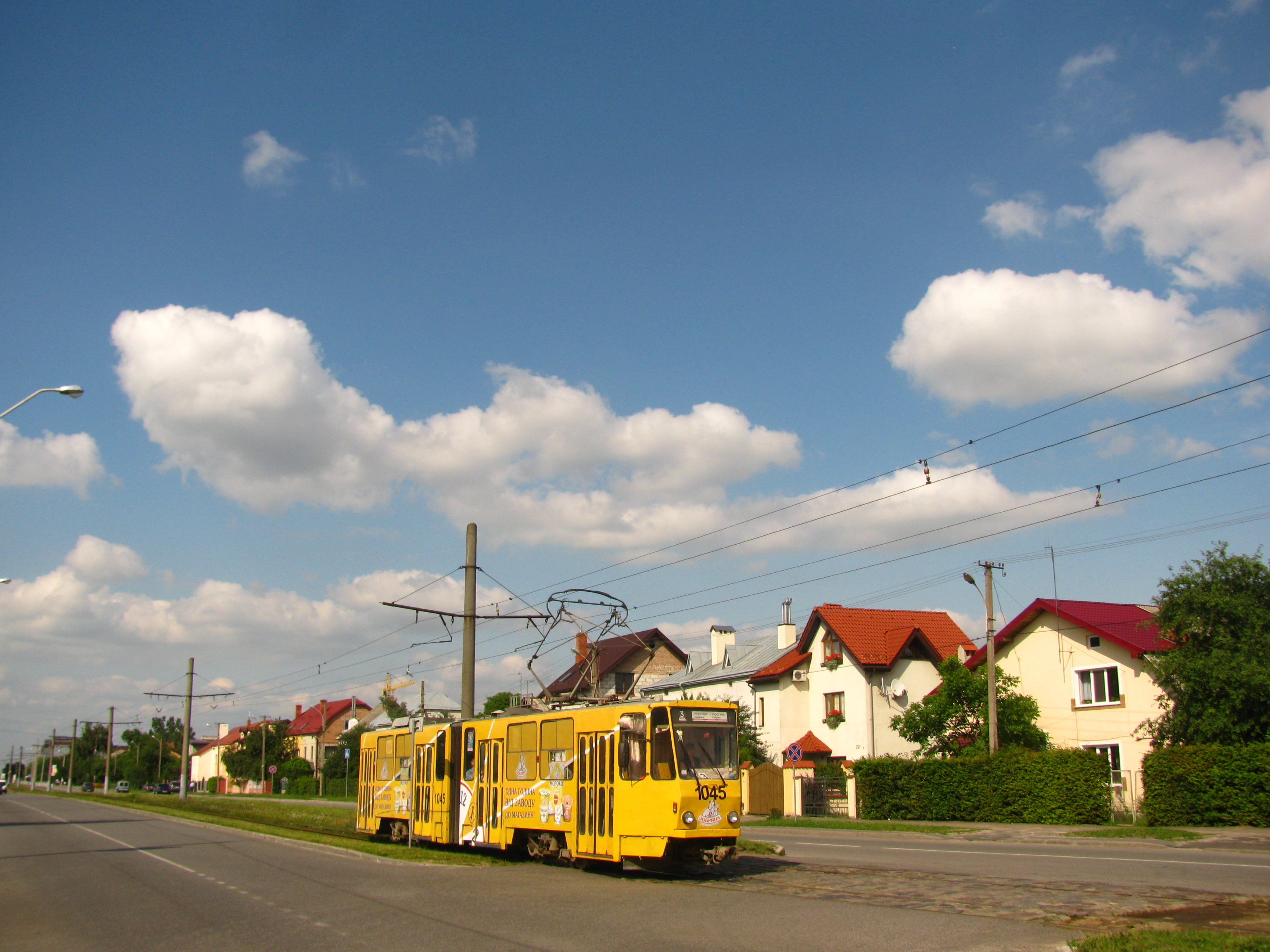
Трамвайна лінія по Княгині Ольги (2013)
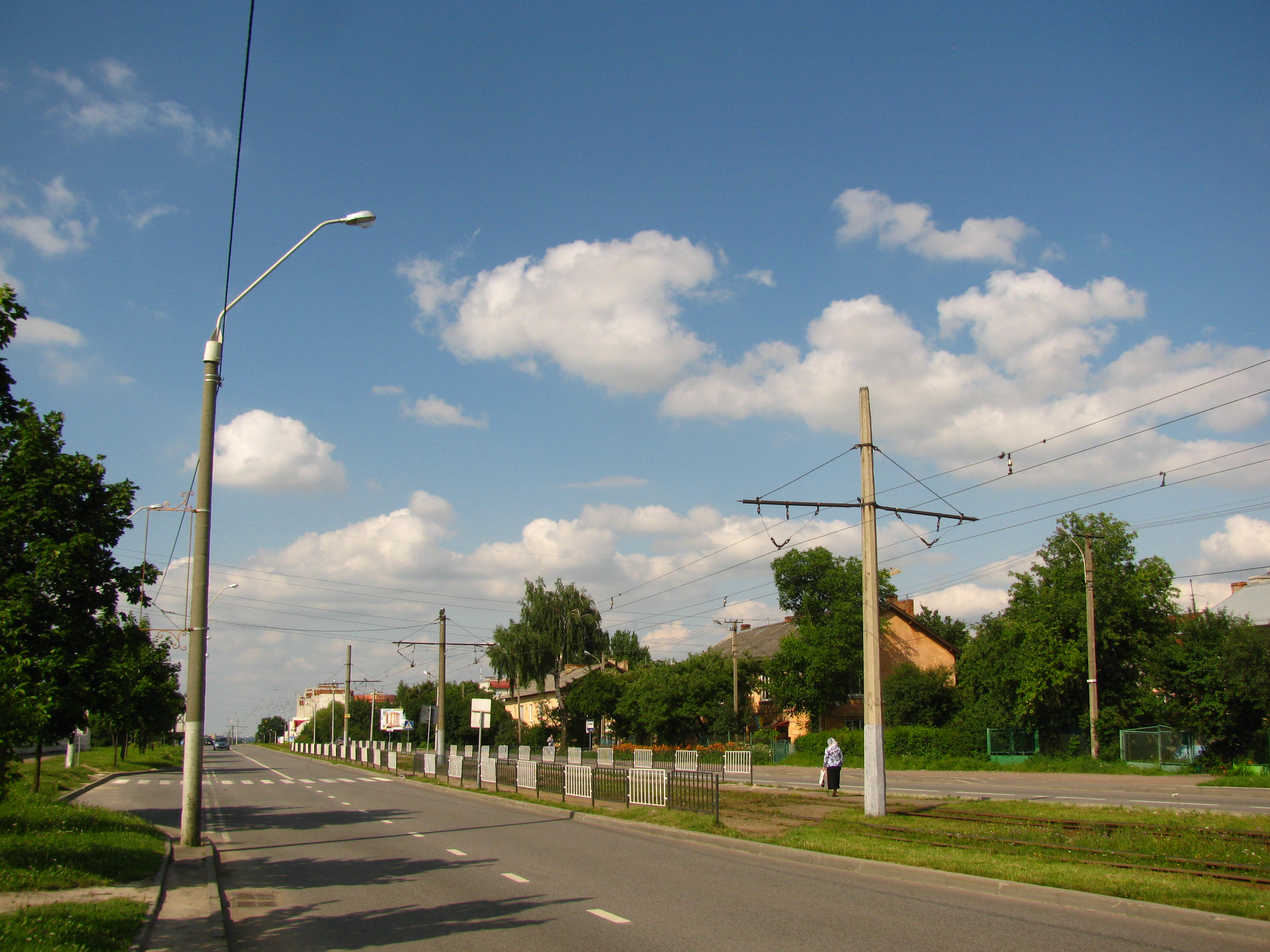
Трамвайна лінія по Княгині Ольги (2013)
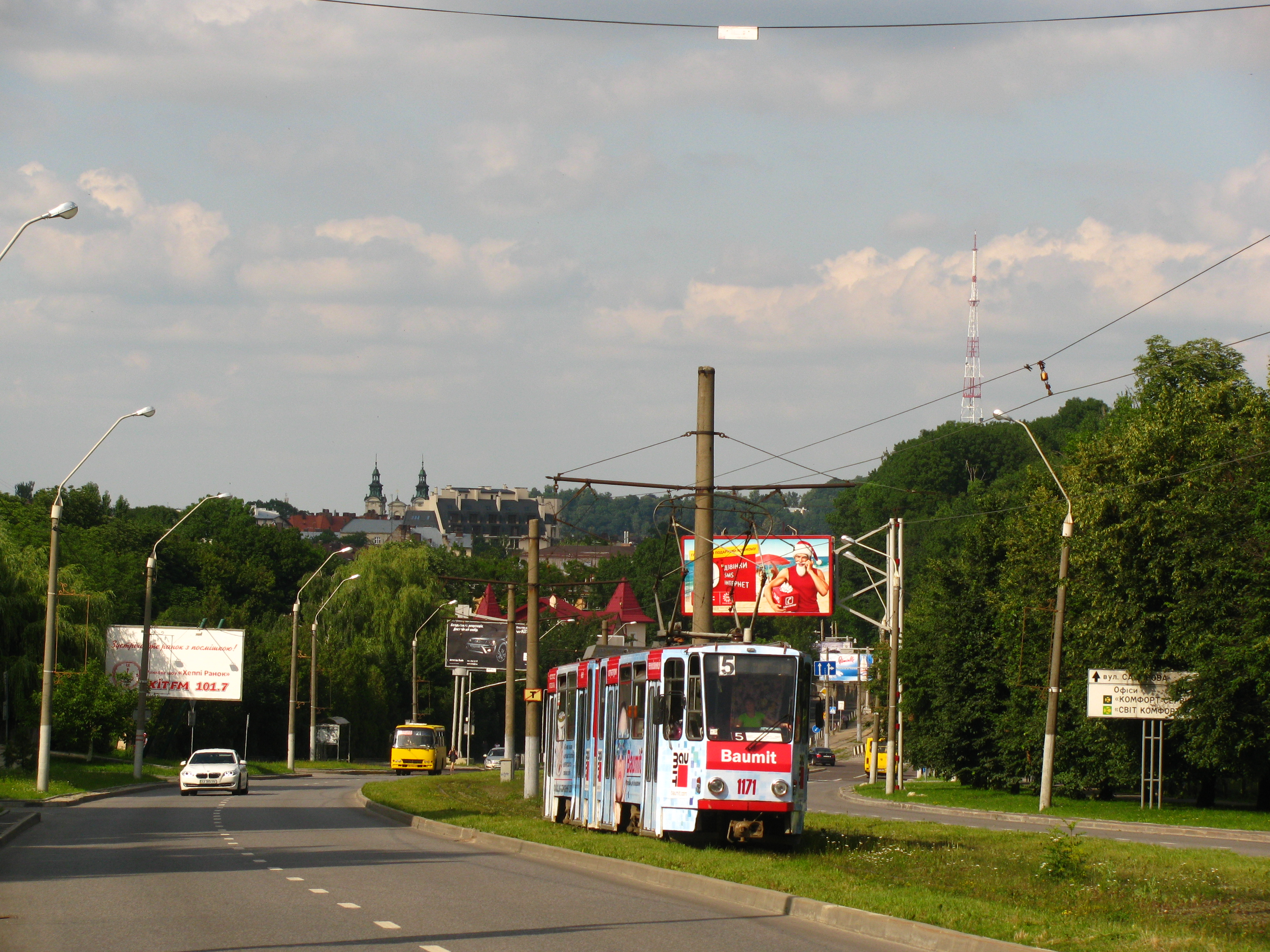
Трамвайна лінія по Княгині Ольги (2013)
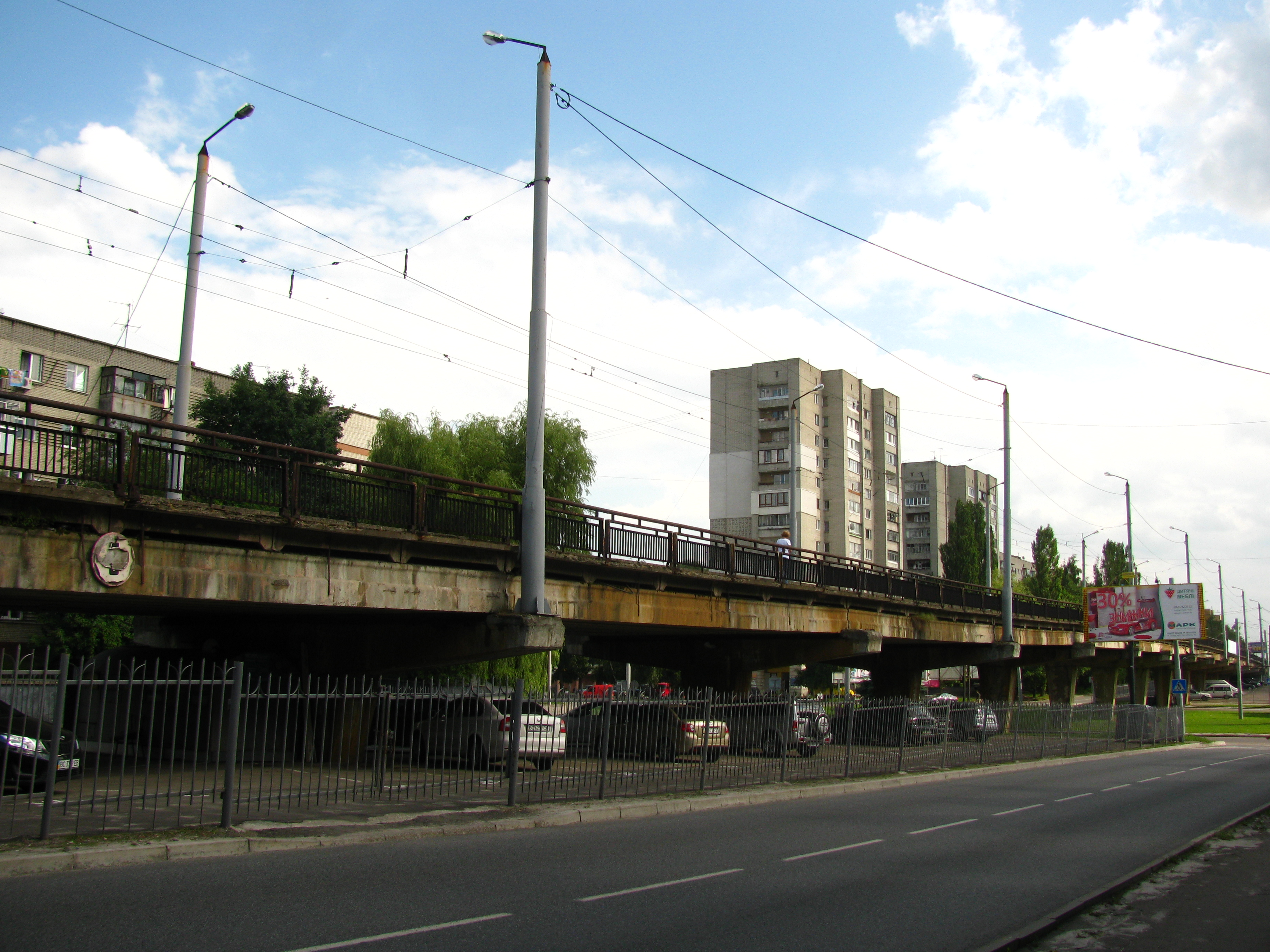
Трамвайний шляхопровід на перетині Княгині Ольги та Володимира Великого (2013)
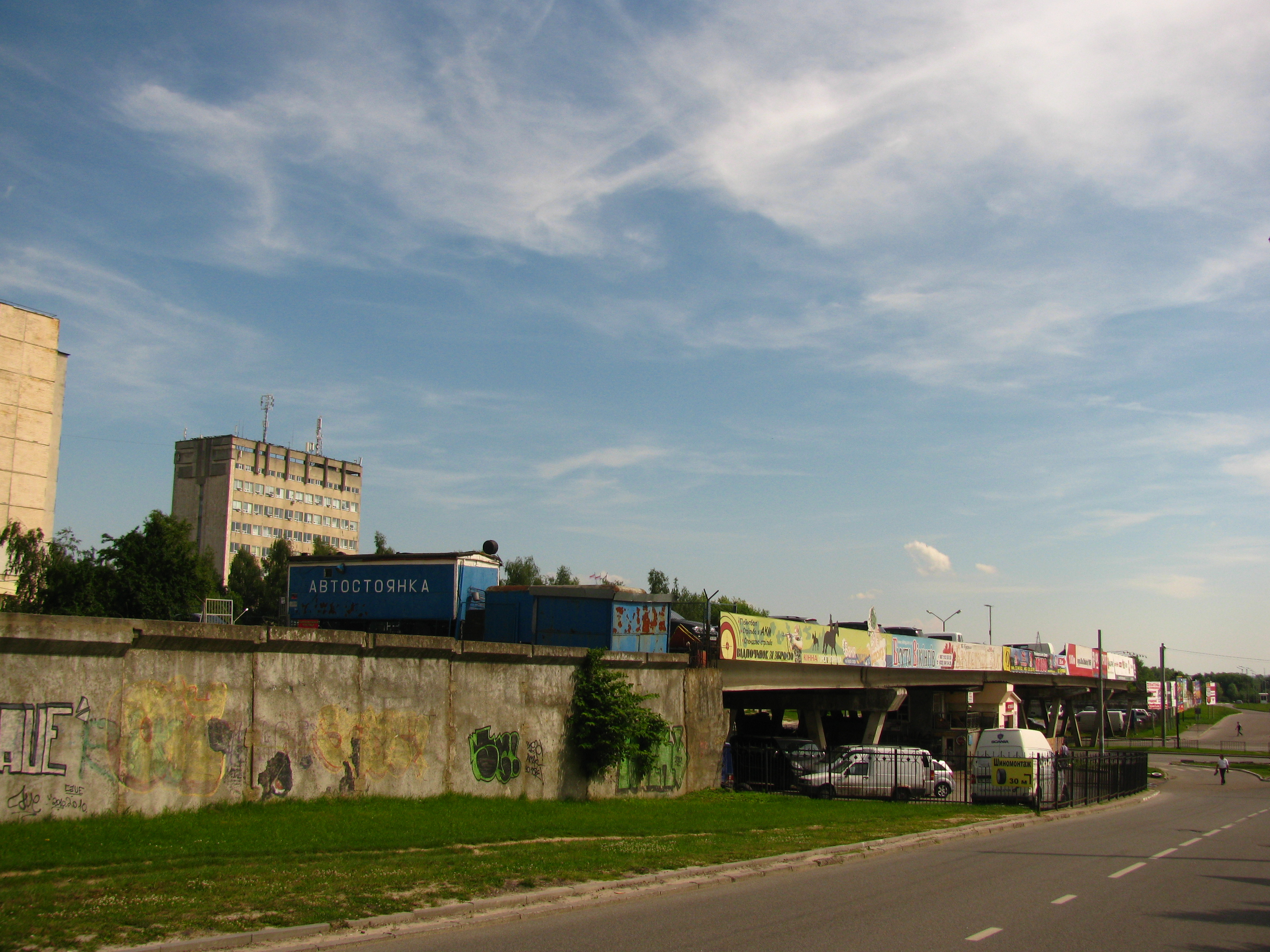
Недобудований трамвайний шляхопровід на перетині Княгині Ольги і Наукової (2013)